# Seznam zápasů české a rakouské hokejové reprezentace
Toto je seznam zápasů české a rakouské hokejové reprezentace na ZOH a MS.

## Lední hokej na olympijských hrách
| Datum     | Číslo | Česko | Výsledek | Zápas | ZOH  | Místo  | Branky České republiky                                                                     |
| --------- | ----- | ----- | -------- | ----- | ---- | ------ | ------------------------------------------------------------------------------------------ |
| 14.2.1994 | 1     | Česko | 7:3      | ZS    | 1994 | Gjøvik | 2x Roman Horák • Jiří Kučera • Richard Žemlička • Jan Alinč • Jiří Doležal • Martin Hosták |

## Mistrovství světa v ledním hokeji
| Datum     | Číslo | Česko | Výsledek | Zápas | MS   | Místo      | Branky České republiky                                                                                     |
| --------- | ----- | ----- | -------- | ----- | ---- | ---------- | --- |
| 26.4.1995 | 1     | Česko | 5:2      | ZS    | 1995 | Stockholm  | 2x Martin Procházka • Jiří Vykoukal • Tomáš Sršeň • Richard Žemlička                                       |
| 1.5.1999  | 2     | Česko | 7:0      | ZS    | 1999 | Oslo       | 2x Libor Procházka • Tomáš Vlasák • David Výborný • Viktor Ujčík • František Kaberle • Jan Hlaváč          |
| 28.4.2003 | 3     | Česko | 8:1      | ZS    | 2003 | Helsinky   | 2x Martin Straka • 2x Radim Vrbata • Pavel Trnka • Jaroslav Špaček • Jiří Hudler • David Výborný           |
| 30.4.2004 | 4     | Česko | 2:0      | OS    | 2004 | Praha      | Petr Průcha • Jaromír Jágr                                                                                 |
| 29.4.2007 | 5     | Česko | 6:1      | ZS    | 2007 | Mytišči    | 2x Jaroslav Hlinka • Petr Sýkora • Petr Čáslava • Michal Barinka • Jan Marek                               |
| 8.5.2015  | 6     | Česko | 4:0      | ZS    | 2015 | Praha      | Ondřej Němec • Martin Zaťovič • Vladimír Sobotka • Jakub Voráček                                           |
| 14.5.2018 | 7     | Česko | 4:3      | ZS    | 2018 | Kodaň      | Tomáš Hyka • Filip Chytil • Dominik Kubalík • Tomáš Hyka                                                   |
| 19.5.2019 | 8     | Česko | 8:0      | ZS    | 2019 | Bratislava | 2x Michal Řepík • Radek Faksa • Dominik Kubalík • Dominik Simon • Michael Frolík • Jan Kolář • Jakub Vrána |
| 17.5.2022 | 9     | Česko | 1:2 SN   | ZS    | 2022 | Tampere    | Roman Červenka                                                                                             |
| 17.5.2024 | 10    | Česko | 4:0      | ZS    | 2024 | Praha      | Ondřej Kaše • Dominik Kubalík • Jakub Flek • David Tomášek                                                 |
| Zdroj     |       |       |          |       |      |            | |